# Amar'e Stoudemire

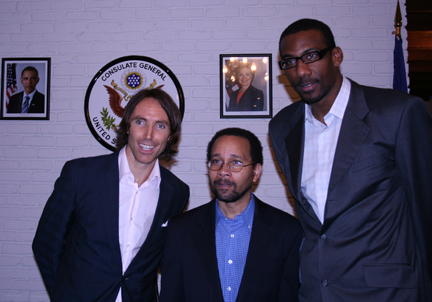
Amar'e Stoudemire (till höger) 2009.

Amar'e Carsares Stoudemire, född 16 november 1982 i Lake Wales i Florida, är en amerikansk basketspelare som spelar för Miami Heat i NBA. Stoudemire är 2,09 meter lång och spelar antingen center eller forward. Han valdes in i NBA som nionde totalt i NBA-draften 2002 och har sedan varit en av de mer spektakulära spelarna i ligan, bland annat tack vare sina explosiva dunkar.
Stoudemire var med i laget som tog brons i OS 2004 i Aten.
19 februari 2009, under en match mot Los Angeles Clippers, ådrog sig Stoudemire en allvarlig ögonskada. På grund av detta bär han glasögon under matcher sedan dess.

## Lag
- Phoenix Suns (2002–2010)
- New York Knicks (2010–2015)
- Dallas Mavericks (2015)
- Miami Heat (2015–2016)